# Опасная жалость
«Опа́сная жа́лость» (фр. La Pitié dangereuse) — французский двухсерийный телевизионный художественный фильм Эдуара Молинаро, поставленный в 1979 году. Экранизация романа австрийского писателя Стефана Цвейга «Нетерпение сердца».

## Сюжет
Двухсерийный телевизионный художественный фильм, являющийся экранизацией романа Стефана Цвейга «Нетерпение сердца» (фр. La Pitié dangereuse, нем. Ungeduld des Herzens). В фильме показывается Австро-Венгрия перед Первой мировой войной, её нравы и социальные предрассудки. Действие начинается весной 1913 года в небольшом городке под Веной. Молодой лейтенант кавалерии Антон Гофмиллер знакомится с двумя очаровательными молодыми девушками: Эдит фон Кекешфальвой, дочерью самого богатого землевладельца в округе, и её кузиной Илоной. Господин фон Кекешфальва и девушки приглашают Антона бывать у них в гостях в любое время. В результате несчастного случая у Эдит парализованы ноги и она не может ходить без посторонней помощи. Антон жалеет девушку и старается развлечь. Эдит влюбляется в Антона и сама первая признаётся ему в любви. Но молодой человек испытывает к девушке только жалость и опасается общественного мнения...  Подробное изложение сюжета см. в статье Нетерпение сердца.

## В ролях
- Матьё Каррьер — лейтенант Антон Гофмиллер
- Мари-Элен Брея — Эдит фон Кекешфальва
- Жан Десайи — господин фон Кекешфальва, отец Эдит
- Жак Дакмин — доктор Кондор
- Сильвия Райзе — Илона, кузина Эдит
- Паола Лоу — жена доктора
- Херта Бом — Анна
- Эрик Фреи
- Фердинанд Кауп
- Штефан Парола

## Съёмочная группа
- Режиссёр: Эдуар Молинаро
- Продюсер: Кристин Гуз-Реналь
- Сценаристы: Стефан Цвейг (автор романа «Нетерпение сердца»), Коринн Горс, Эдуар Молинаро
- Композитор: Клод Боллин
- Оператор: Михаэль Эпп

## Издание на видео
- Выпущен на DVD.
- В России выпущен на DVD 22 декабря 2011 года фирмой «Cinema Prestige».